# Cussey-sur-l'Ognon
Cussey-sur-l'Ognon é uma comuna francesa na região administrativa de Borgonha-Franco-Condado, no departamento de Doubs. Estende-se por uma área de 7,55 km². Em 2010 a comuna tinha 1 069 habitantes (densidade: 141,6 hab./km²).